# Сиверс (озеро)
Си́верс (латыш. Sivers, Sivera ezers, Sivereits, также Сиверис) — девятое по величине и пятое по объёму (106,8 млн м³) озеро в Латвии. Расположено в Латгале, на территории Аулейской и Скайстской волостей Краславского края.
Площадь поверхности — 17,59 км². Максимальная глубина достигает 24,5 м. Высота над уровнем моря — 159,6 м. На озере 20 островов общей площадью 53,1 га, самый крупный из них — Лиела (25,1 га). Другие крупные острова: Шкерша (3,9 га), Лиепу (3,6 га). Системой протоков Сиверс соединено с озером Дридзис. Берега поросли густым тростником, особенно восточная часть озера. Дно преимущественно илистое, с перепадами глубин и отмелями.
В озере водится щука, лещ, окунь, встречаются линь, судак, налим и угорь.